# Krzysztof Madej (lekarz)
Krzysztof Madej – polski lekarz, chirurg ogólny, działacz samorządu lekarzy, od 1993 do 2001 r. prezes Naczelnej Rady Lekarskiej.

## Życiorys
W 1978 r. ukończył studia lekarskie w Akademii Medycznej w Warszawie. W 1982 r. uzyskał I stopień specjalizacji w chirurgii ogólnej, a w 1987 r. II stopień w tej samej dyscyplinie. W 1990 r. obronił pracę doktorską na macierzystej uczelni. W latach 1979–1984 był asystentem w Instytucie Transplantologii Akademii Medycznej w Warszawie, następnie do 1994 r. pracował w oddziale chirurgii naczyniowej Instytutu Chirurgii AM w Warszawie. Autor lub współautor 47 prac naukowych.
W latach 1990–1993 był sekretarzem Okręgowej Izby Lekarskiej w Warszawie, a także założycielem i następnie dyrektorem Ośrodka Informacji Wydawnictw i Dystrybucji. W grudniu 1993 r. został prezesem Naczelnej Izby Lekarskiej, a po zakończeniu kadencji uzyskał reelekcję i pozostał na stanowisku do 2001 roku.
W wyborach parlamentarnych w 1997 bez powodzenia ubiegał się o mandat poselski z listy Akcji Wyborczej Solidarność w województwie bydgoskim. W latach 2006–2009 był członkiem Naczelnej Rady Lekarskiej, a w listopadzie 2013 r. wszedł w skład Rady VI kadencji w miejsce zwolnione przez zmarłego członka i pozostał w jej składzie w VII kadencji.